# Базар-Башы
Базар-Башы (кирг. Базар-Башы) — село в Баткенской области Кыргызстана. Административно подчинено городской администрации Баткена.

## География
Село расположено в центральной части области, у северо-западной окраины города Баткена, административного центра области и района. Абсолютная высота — 1013 метров над уровнем моря.

## Население
Согласно оценочным данным Национального статистического комитета Кыргызской Республики, численность населения села на начало 2023 года составляла 4193 человека.
| год     | 2009 | 2014 | 2020 | 2021 | 2023 |
| ------- | ---- | ---- | ---- | ---- | ---- |
| человек | 2401 | 3720 | 4098 | 4122 | 4193 |